# Fuveau
Fuveau – miejscowość i gmina we Francji, w regionie Prowansja-Alpy-Lazurowe Wybrzeże, w departamencie Delta Rodanu.
Według danych na rok 1990 gminę zamieszkiwało 6410 osób, a gęstość zaludnienia wynosiła 214 osób/km² (wśród 963 gmin regionu Prowansja-Alpy-W. Lazurowe Fuveau plasuje się na 105. miejscu pod względem liczby ludności, natomiast pod względem powierzchni na miejscu 335.).